# Tukchi
Localidad rusa situada en el krai de Jabárovsk, en el valle del río Tukchi. Posee una explotación minera de extracción de oro.
Próximo a la población existe un aeródromo con el mismo nombre (OACI: UHOI).